# Pictou
Pictou är en ort i Kanada.   Den ligger i provinsen Nova Scotia, i den östra delen av landet, 1 000 km öster om huvudstaden Ottawa. Pictou ligger 45 meter över havet och antalet invånare är 3 732.
Terrängen runt Pictou är platt.Närmaste större samhälle är New Glasgow, 11,6 km söder om Pictou. 
I omgivningarna runt Pictou växer i huvudsak blandskog. Runt Pictou är det glesbefolkat, med 16 invånare per kvadratkilometer.